# 伊斯塔托鎮區 (北卡羅萊納州特蘭西瓦尼亞縣)
伊斯塔托鎮區（英語：Eastatoe Township）是位於美國北卡羅萊納州特蘭西瓦尼亞縣的一個鎮區。

## 地方資料
伊斯塔托鎮區的面積為129.24平方千米，皆為陸地。根據2020年美國人口普查的數據，當地共有人口3328人，而人口密度為每平方千米25.75人。